# Clasificación para la Copa Africana de Naciones Sub-23 de 2019
La Clasificación para la Copa Africana de Naciones Sub-23 de 2019, se inició el 14 de noviembre de 2018 y culminó el 9 de junio de 2019. Estos partidos también sirven como la primera etapa de la clasificación de la CAF para el torneo de fútbol masculino de los Juegos Olímpicos de Tokio 2020 en Japón. La ronda final se realizó en Egipto durante el año 2019. 

## Equipos participantes
De las 54 asociaciones de fútbol afiliadas a la CAF 26 participaron en el proceso clasificatorio
Al estar automáticamente clasificada por ser el país anfitrión la selección de Egipto no participó en el torneo clasificatorio.

## Formato de competición
Todas las zonas se jugaron con un sistema de eliminación directa en una, dos y tres rondas.
En la Primera ronda los 30 equipos participantes formaron 15 series para competir en la ronda preliminar, los 15 ganadores clasificaron a la segunda ronda en la que formaron dos series, los ganadores obtuvieron los cupos de clasificación que otorgó esta zona.
En la Segunda ronda los 14 equipos participantes formaron 7 series para competir en la ronda preliminar, los 7 ganadores clasificaron a la tercera ronda en la que formaron dos series, los ganadores obtuvieron los cupos de clasificación que otorgó esta zona.
En la Tercera ronda los 14 equipos participantes formaron 7 series para competir en la ronda preliminar, los 7 ganadores clasificaron al Campeonato Preolímpico, los ganadores obtuvieron los cupos de clasificación que otorgó esta zona.
Todas las series de estas 3 rondas se jugaron con partidos de ida y vuelta, resultando ganador de cada serie el equipo que haya marcado más goles en ambos partidos, al final del segundo partido cuando los dos equipos tuvieron la misma cantidad de goles resultó ganador el equipo que haya marcado más goles en calidad de visitante. En caso de persistir el empate se definió al ganador directamente mediante tiros desde el punto penal, sin jugar tiempos extras.

### Calendario
| Ronda   | Vuelta | Fechas                                         |
| ------- | ------ | ---------------------------------------------- |
| Primera | Ida    | 14 a 17 de noviembre y 18 de diciembre de 2018 |
| Primera | Vuelta | 18 a 20 de noviembre y 22 de diciembre de 2018 |
| Segunda | Ida    | 18 de marzo de 2019                            |
| Segunda | Vuelta | 26 de marzo de 2019                            |
| Tercera | Ida    | 5 de junio de 2019                             |
| Tercera | Vuelta | 9 de junio de 2019                             |

## Primera ronda
| Equipo 1          | Global    | Equipo 2                        | Ida | Vuelta |
| ----------------- | --------- | ------------------------------- | --- | ------ |
| Angola            | w/o       | Namibia                         | -   | -      |
| Mozambique        | 1 - 1 (v) | Suazilandia                     | 0-0 | 1-1    |
| Botsuana          | 2 - 3     | Malaui                          | 1-2 | 1-1    |
| Burundi           | 3 - 3 (v) | Tanzania                        | 2-0 | 1-3    |
| Ghana             | 5 - 2     | Togo                            | 5-1 | 0-1    |
| Guinea Ecuatorial | 4 - 2     | Santo Tomé y Príncipe           | 1-1 | 3-1    |
| Camerún           | 4 - 1     | Chad                            | 3-0 | 1-1    |
| Uganda            | 1 - 2     | Sudán del Sur                   | 1-0 | 0-2    |
| Burkina Faso      | 2 - 4     | Níger                           | 1-1 | 1-3    |
| Mauritania        | 2 - 6     | Guinea                          | 1-2 | 1-4    |
| Seychelles        | 1 - 2     | Sudán                           | 1-1 | 0-1    |
| Kenia             | 8 - 1     | Mauricio                        | 5-0 | 3-1    |
| Libia             | w/o       | Gambia                          |     |        |
| Ruanda            | 0 - 5     | República Democrática del Congo | 0-0 | 5-0    |
| Etiopía           | 4 - 1     | Somalia                         | 4-0 | 0-1    |

### Angola vs Namibia
| 16 de noviembre de 2018, 16:00 | Angola | w/o     | Namibia | Estadio 11 de Novembro, Luanda,        |                                        |
|                                |        | Reporte |         | Árbitro(s): Blaise Yuven Ngwa, Camerún | Árbitro(s): Blaise Yuven Ngwa, Camerún |

| 20 de noviembre de 2018, 19:00 | Namibia | w/o     | Angola | Estadio Sam Nujoma, Windhoek,   |                                 |
|                                |         | Reporte |        | Árbitro(s): Lazard Tsiba, Congo | Árbitro(s): Lazard Tsiba, Congo |

Clasificó Angola ya que Namibia no se presentó.

### Mozambique vs Suazilandia
| 16 de noviembre de 2018, 18:00 | Mozambique | 0:0     | Suazilandia | Estadio do Zimpeto, Maputo,           |                                       |
|                                |            | Reporte |             | Árbitro(s): Georges Gatogato, Burundi | Árbitro(s): Georges Gatogato, Burundi |

| 20 de noviembre de 2018, 15:00 | Suazilandia      | 1:1     | Mozambique   | Centro Deportivo Mavuso, Manzini,      |                                        |
|                                | - G. Dlamini 33' | Reporte | - Bonera 61' | Árbitro(s): Tirelo Mositwane, Botsuana | Árbitro(s): Tirelo Mositwane, Botsuana |

Clasificó Mozambique por gol de visita a Suazilandia.

### Botsuana vs Malaui
| 17 de noviembre de 2018, 16:00 | Botsuana      | 1:2     | Malaui                              | Botswana National Stadium, Gaborone,     |                                          |
|                                | - Johnson 61' | Reporte | - Legopelo 85' (a.g.) - Nachipo 88' | Árbitro(s): Thando Ndzandzeka, Sudáfrica | Árbitro(s): Thando Ndzandzeka, Sudáfrica |

| 20 de noviembre de 2018, 14:30 | Malaui      | 1:1     | Botsuana          | Kamuzu Stadium, Blantyre,             |                                       |
|                                | - Banda 66' | Reporte | - Gaogangwe 90+4' | Árbitro(s): Celso Alvação, Mozambique | Árbitro(s): Celso Alvação, Mozambique |

Clasificó Malaui al vencer en el global 3-2 a Botsuana.

### Burundi vs Tanzania
| 14 de noviembre de 2018, 15:00 | Burundi                          | 2:0     | Tanzania | Prince Louis Rwagasore Stadium, Buyumbura, |                                         |
|                                | - Mabano 60' (pen.) - Mavugo 78' | Reporte |          | Árbitro(s): Tsegay Mogos Teklu, Eritrea    | Árbitro(s): Tsegay Mogos Teklu, Eritrea |

| 20 de noviembre de 2018, 19:00 | Tanzania                               | 3:1     | Burundi      | National Stadium, Dar es Salaam,          |                                           |
|                                | - Kyombo 4' - Yusuph 43' - Kiimbwa 70' | Reporte | - Mavugo 89' | Árbitro(s): Mohamed Diraneh Guedi, Yibuti | Árbitro(s): Mohamed Diraneh Guedi, Yibuti |

Clasificó Burundi por gol de visita a Tanzania.

### Ghana vs Togo
| 18 de diciembre de 2018, 15:30 | Ghana                                             | 5:1     | Togo         | Baba Yara Stadium, Kumasi,   |                              |
|                                | - Kwabena 18', 69', 70' - Bukari 60' - Yakubu 82' | Reporte | - Klidje 32' | Árbitro(s): Issa Sy, Senegal | Árbitro(s): Issa Sy, Senegal |

| 22 de diciembre de 2018, 16:00 | Togo        | 1:0     | Ghana | Stade Municipal, Lomé,               |                                      |
|                                | - Anika 19' | Reporte |       | Árbitro(s): Beida Dahane, Mauritania | Árbitro(s): Beida Dahane, Mauritania |

Clasificó Ghana al vencer en el global 5-2 a Togo.

### Guinea Ecuatorial vs Santo Tomé y Príncipe
| 14 de noviembre de 2018, 18:00 | Guinea Ecuatorial | 1:1     | Santo Tomé y Príncipe | Estadio de Malabo, Malabo,            |                                       |
|                                | - Eneme 45'       | Reporte | - Gilson 3'           | Árbitro(s): Mohamed Ali Moussa, Níger | Árbitro(s): Mohamed Ali Moussa, Níger |

| 20 de noviembre de 2018, 15:00 | Santo Tomé y Príncipe | 1:3     | Guinea Ecuatorial         | Estádio Nacional 12 de Julho, São Tomé, |                                         |
|                                | - Gilson 34'          | Reporte | - Oba 4', 58' - Ndong 21' | Árbitro(s): Fabricio Duarte, Cabo Verde | Árbitro(s): Fabricio Duarte, Cabo Verde |

Clasificó Guinea Ecuatorial al vencer en el global 4-2 a Santo Tomé y Príncipe.

### Camerún vs Chad
| 16 de noviembre de 2018, 15:30 | Camerún                      | 3:0     | Chad | Stade Ahmadou Ahidjo, Yaundé,   |                                 |
|                                | - Hongla 10' - Ayuk 49', 65' | Reporte |      | Árbitro(s): Pierre Atcho, Gabón | Árbitro(s): Pierre Atcho, Gabón |

| 20 de noviembre de 2018, 15:00 | Chad        | 1:1     | Camerún    | Stade Omnisports Idriss Mahamat Ouya, Yamena,  |                                                |
|                                | - Nodji 29' | Reporte | - Ngan 18' | Árbitro(s): Adissa Abdul Raphiou Ligali, Benín | Árbitro(s): Adissa Abdul Raphiou Ligali, Benín |

Clasificó Camerún al vencer en el global 4-1 a Chad.

### Uganda vs Sudán del Sur
| 14 de noviembre de 2018, 16:30 | Uganda               | 1:0     | Sudán del Sur | Phillip Omondi Stadium, Kampala,                       |                                                        |
|                                | - Kizza 90+2' (pen.) | Reporte |               | Árbitro(s): Ahmed Mahrous Mahmoud Ahmed Hassan, Egipto | Árbitro(s): Ahmed Mahrous Mahmoud Ahmed Hassan, Egipto |

| 20 de noviembre de 2018, 16:00 | Sudán del Sur        | 2:0     | Uganda | Juba Stadium, Juba,                        |                                            |
|                                | - Taku 23' - Wol 89' | Reporte |        | Árbitro(s): Omar Abdulkadir Artan, Somalia | Árbitro(s): Omar Abdulkadir Artan, Somalia |

Clasificó Sudán del Sur al vencer en el global 2-1 a Uganda.

### Burkina Faso vs Níger
| 16 de noviembre de 2018, 18:00 | Burkina Faso | 1:1     | Níger                     | Stade du 4 Août, Ouagadougou,        |                                      |
|                                | - Badolo 34' | Reporte | - Hanhainikoye 27' (pen.) | Árbitro(s): Nabil Boukhalfa, Argelia | Árbitro(s): Nabil Boukhalfa, Argelia |

| 20 de noviembre de 2018, 16:00 | Níger                           | 3:1     | Burkina Faso | Stade Général Seyni Kountché, Niamey,        |                                              |
|                                | - Salou 45', 63' - Boubacar 74' | Reporte | - Cissé 78'  | Árbitro(s): Quadri Ololade Adebimpe, Nigeria | Árbitro(s): Quadri Ololade Adebimpe, Nigeria |

Clasificó Níger al vencer en el global 4-2 a Burkina Faso.

### Mauritania vs Guinea
| 14 de noviembre de 2018, 17:00 | Mauritania   | 1:2     | Guinea                       | Stade Cheikha Ould Boïdiya, Nouakchott, |                                      |
|                                | - Teguedi 9' | Reporte | - Traoré 73' - D. Camara 90' | Árbitro(s): Samir Guezzaz, Marruecos    | Árbitro(s): Samir Guezzaz, Marruecos |

| 20 de noviembre de 2018, 16:30 | Guinea                                           | 4:1     | Mauritania   | Stade du 28 Septembre, Conakry,  |                                  |
|                                | - Keita 12' - D. Camara 25' - Y. Camara 38', 43' | Reporte | - Traoré 16' | Árbitro(s): Daniel Laryea, Ghana | Árbitro(s): Daniel Laryea, Ghana |

Clasificó Guinea al vencer en el global 6-2 a Mauritania.

### Seychelles vs Sudán
| 14 de noviembre de 2018, 17:30 | Seychelles     | 1:1     | Sudán       | Stade Linité, Victoria,              |                                      |
|                                | - Henriette 8' | Reporte | - Hamid 15' | Árbitro(s): Tewodros Mitiku, Etiopía | Árbitro(s): Tewodros Mitiku, Etiopía |

| 20 de noviembre de 2018, 19:30 | Sudán                  | 1:0     | Seychelles | Khartoum Stadium, Khartoum,     |                                 |
|                                | - Fanchette 48' (a.g.) | Reporte |            | Árbitro(s): Ali Sabilla, Uganda | Árbitro(s): Ali Sabilla, Uganda |

Clasificó Sudán al vencer en el global 2-1 a Seychelles.

### Kenia vs Mauricio
| 14 de noviembre de 2018, 16:00 | Kenia                                                             | 5:0     | Mauricio | Moi International Sports Centre, Nairobi, |                                     |
|                                | - Omurwa 12' - Mazembe 30' - Mutamba 54' - Lokale 56' - Okumu 71' | Reporte |          | Árbitro(s): Nsoro Ruzindana, Ruanda       | Árbitro(s): Nsoro Ruzindana, Ruanda |

| 18 de noviembre de 2018, 15:00 | Mauricio     | 1:3     | Kenia                                        | Anjalay Stadium, Belle Vue Maurel,            |                                               |
|                                | - Langue 87' | Reporte | - Mutamba 40' - O. Ochieng 57' - Mazembe 66' | Árbitro(s): Andofetra Rakotojaona, Madagascar | Árbitro(s): Andofetra Rakotojaona, Madagascar |

Clasificó Kenia al vencer en el global 8-1 a Mauricio.

### Libia vs Gambia
| 14 de noviembre de 2018 | Libia | w/o     | Gambia |  |  |
|                         |       | Reporte |        |  |  |

| 18 de noviembre de 2018 | Gambia | w/o     | Libia |  |  |
|                         |        | Reporte |       |  |  |

Clasificó Libia ya que Gambia no se presentó..

### Ruanda vs República Democrática del Congo
| 14 de noviembre de 2018, 15:30 | Ruanda | 0:0     | República Democrática del Congo | Umuganda Stadium, Gisenyi,                          |                                                     |
|                                |        | Reporte |                                 | Árbitro(s): Ibrahim Kalilou Traoré, Costa de Marfil | Árbitro(s): Ibrahim Kalilou Traoré, Costa de Marfil |

| 20 de noviembre de 2018, 16:00 | República Democrática del Congo                             | 5:0     | Ruanda | Stade des Martyrs, Kinshasa,    |                                 |
|                                | - Mbuangi 7' - Muleka 32', 67' - Mutumosi 61' - Balongo 83' | Reporte |        | Árbitro(s): Peter Waweru, Kenia | Árbitro(s): Peter Waweru, Kenia |

Clasificó República Democrática del Congo al vencer en el global 5-0 a Ruanda.

### Etiopía vs Somalia
| 14 de noviembre de 2018, 16:00 | Etiopía                                                         | 4:0     | Somalia | Addis Ababa Stadium, Addis Ababa, |                                   |
|                                | - Markneh 28' - Eshetu 39' - Gebremichael 66' (pen.) - Sani 70' | Reporte |         | Árbitro(s): Haythem Guirat, Túnez | Árbitro(s): Haythem Guirat, Túnez |

| 20 de noviembre de 2018, 15:30 | Somalia         | 1:0     | Etiopía | El Hadj Hassan Gouled Aptidon Stadium, Yibuti, |                                              |
|                                | - F. Hassan 14' | Reporte |         | Árbitro(s): Elsiddig Mohamed Eltreefe, Sudán   | Árbitro(s): Elsiddig Mohamed Eltreefe, Sudán |

Clasificó Etiopía al vencer en el global 4-1 a Somalia.

## Segunda ronda
| Equipo 1                        | Global | Equipo 2        | Ida   | Vuelta |
| ------------------------------- | ------ | --------------- | ----- | ------ |
| Angola                          | 1 - 6  | Sudáfrica       | 1 - 3 | 0 - 3  |
| Mozambique                      | 0 - 2  | Zimbabue        | 0 - 0 | 0 - 2  |
| Malaui                          | 0 - 2  | Zambia          | 0 - 1 | 0 - 1  |
| Burundi                         | 1 - 2  | Congo           | 0 - 0 | 1 - 2  |
| Ghana                           | 4 - 0  | Gabón           | 4 - 0 | 0 - 0  |
| Guinea Ecuatorial               | 1 - 3  | Argelia         | 0 - 0 | 1 - 3  |
| Camerún                         | w/o    | Sierra Leona    | -     | -      |
| Sudán del Sur                   | 0 - 1  | Túnez           | 0 - 0 | 0 - 1  |
| Níger                           | 2 - 8  | Costa de Marfil | 1 - 2 | 1 - 6  |
| Guinea                          | 2 - 1  | Senegal         | 2 - 1 | 0 - 0  |
| Sudán                           | 2 - 0  | Kenia           | 2 - 0 | 0 - 0  |
| Libia                           | 2 - 4  | Nigeria         | 2 - 0 | 0 - 4  |
| República Democrática del Congo | 2 - 1  | Marruecos       | 2 - 0 | 0 - 1  |
| Etiopía                         | 1 - 5  | Malí            | 1 - 1 | 0 - 4  |

### Angola vs Sudáfrica
| 22 de marzo de 2019, 16:00 | Angola         | 1:3     | Sudáfrica                                   | Estadio 11 de Novembro, Luanda,            |                                            |
|                            | - Teixeira 87' | Reporte | - Mahlambi 7' - Mukumela 16' - Margeman 62' | Árbitro(s): Lebalang Martin Mokete, Lesoto | Árbitro(s): Lebalang Martin Mokete, Lesoto |

| 26 de marzo de 2019, 19:00 | Sudáfrica                                | 3:0     | Angola | Bidvest Stadium, Johannesburgo,   |                                   |
|                            | - Webber 10' - Mokoena 80' - Singh 90+2' | Reporte |        | Árbitro(s): Audrick Nkole, Zambia | Árbitro(s): Audrick Nkole, Zambia |

Clasificó Sudáfrica al vencer en el global 6-1 a Angola.

### Mozambique vs Zimbabue
| 22 de marzo de 2019, 16:00 | Mozambique | 0:0     | Zimbabue | Estádio do Zimpeto, Maputo,                |                                            |
|                            |            | Reporte |          | Árbitro(s): Kouassi Attisso Attiogbe, Togo | Árbitro(s): Kouassi Attisso Attiogbe, Togo |

| 26 de marzo de 2019, 15:00 | Zimbabue                       | 2:0     | Mozambique | National Sports Stadium, Harare,       |                                        |
|                            | - Chirinda 88' - Murimba 90+4' | Reporte |            | Árbitro(s): Thulani Sibandze, Eswatini | Árbitro(s): Thulani Sibandze, Eswatini |

Clasificó Zimbabue al vencer en el global 2-0 a Mozambique.

### Malawi vs Zambia
| 20 de marzo de 2019, 14:30 | Malaui | 0:1     | Zambia          | Kamuzu Stadium, Blantyre,                     |                                               |
|                            |        | Reporte | - F. Sakala 77' | Árbitro(s): Ahmad Imtehaz Heeralall, Mauricio | Árbitro(s): Ahmad Imtehaz Heeralall, Mauricio |

| 24 de marzo de 2019, 15:00 | Zambia          | 1:0     | Malaui | National Heroes Stadium, Lusaka,       |                                        |
|                            | - F. Sakala 40' | Reporte |        | Árbitro(s): Blaise Yuven Ngwa, Camerún | Árbitro(s): Blaise Yuven Ngwa, Camerún |

Clasificó Zambia al vencer en el global 2-0 a Malawi.

### Burundi vs Congo
| 20 de marzo de 2019, 15:00 | Burundi | 0:0     | Congo | Prince Louis Rwagasore Stadium, Buyumbura, |                                       |
|                            |         | Reporte |       | Árbitro(s): Celso Alvacao, Mozambique      | Árbitro(s): Celso Alvacao, Mozambique |

| 24 de marzo de 2019, 15:00 | Congo                               | 2:1     | Burundi          | Stade Alphonse Massemba-Débat, Brazzaville,      |                                                  |
|                            | - Matondo 90' - Mbenza 90+4' (pen.) | Reporte | - Kanakimana 21' | Árbitro(s): Nomore Murambiwa Musundire, Zimbabue | Árbitro(s): Nomore Murambiwa Musundire, Zimbabue |

Clasificó Congo al vencer en el global 2-1 a Burundi.

### Ghana vs Gabón
| 23 de marzo de 2019, 15:00 | Ghana                                          | 4:0     | Gabón | Accra Sports Stadium, Acra,                                 |                                                             |
|                            | - Kwabena 15' - Tekpetey 49' - Bukari 75', 86' | Reporte |       | Árbitro(s): Jean Marc Ganamandji (República Centroafricana) | Árbitro(s): Jean Marc Ganamandji (República Centroafricana) |

| 26 de marzo de 2019, 15:30 | Gabón | 0:0     | Ghana | Stade Augustin Monédan de Sibang, Libreville,       |                                                     |
|                            |       | Reporte |       | Árbitro(s): Kalilou Traore Ibrahim, Costa de Marfil | Árbitro(s): Kalilou Traore Ibrahim, Costa de Marfil |

Clasificó Ghana al vencer en el global 4-0 a Gabón.

### Guinea Ecuatorial vs Argelia
| 23 de marzo de 2019, 18:00 | Guinea Ecuatorial | 0:0     | Argelia | Nuevo Estadio de Malabo, Malabo,               |                                                |
|                            |                   | Reporte |         | Árbitro(s): Abdoulaye Rhissa Almustapha, Níger | Árbitro(s): Abdoulaye Rhissa Almustapha, Níger |

| 26 de marzo de 2019, 17:00 | Argelia                                              | 3:1     | Guinea Ecuatorial | Stade du 5 Juillet 1962, Algiers,             |                                               |
|                            | - Zorgane 35' - Benhammouda 59' - Mahious 77' (pen.) | Reporte | - M. Ondo 90+4'   | Árbitro(s): Djindo Louis Houngnandande, Benín | Árbitro(s): Djindo Louis Houngnandande, Benín |

Clasificó Argelia al vencer en el global 3-1 a Guinea Ecuatorial.

### Camerún vs Sierra Leona
| 21 de marzo de 2019, 15:30 | Camerún | w/o     | Sierra Leona | Stade Ahmadou Ahidjo, Yaundé, |  |
|                            |         | Reporte |              |                               |  |

| 24 de marzo de 2019 | Sierra Leona | w/o     | Camerún |  |  |
|                     |              | Reporte |         |  |  |

Clasificó Camerún, debido a la suspensión aplicada por la FIFA a Sierra Leona.

### Sudán del Sur vs Túnez
| 20 de marzo de 2019, 16:00 | Sudán del Sur | 0:0     | Túnez | Juba Stadium, Juba,                        |                                            |
|                            |               | Reporte |       | Árbitro(s): Abdulkadir Artan Omar, Somalia | Árbitro(s): Abdulkadir Artan Omar, Somalia |

| 24 de marzo de 2019, 15:00 | Túnez      | 1:0     | Sudán del Sur | Stade du 7 Mars, Ben Gardane,            |                                          |
|                            | - Hnid 60' | Reporte |               | Árbitro(s): Abdulwahid Huraywidah, Libia | Árbitro(s): Abdulwahid Huraywidah, Libia |

Clasificó Túnez al vencer en el global 1-0 a Sudán del Sur.

### Níger vs Costa de Marfil
| 22 de marzo de 2019, 16:30 | Níger      | 1:2     | Costa de Marfil             | Stade Général Seyni Kountché, Niamey,   |                                         |
|                            | - Sabo 58' | Reporte | - Niangbo 23' - Sangaré 74' | Árbitro(s): Alhadi Allaou Mahamat, Chad | Árbitro(s): Alhadi Allaou Mahamat, Chad |

| 25 de marzo de 2019, 17:00 | Costa de Marfil                                                                      | 6:1     | Níger            | Stade Félix Houphouët-Boigny, Abiyán, |                                     |
|                            | - I. Amadou 5' (a.g.) - Braciano 15', 56' - Kouamé 40' - Dao 65' - Timité 88' (pen.) | Reporte | - Amoustapha 21' | Árbitro(s): Salisu Basheer, Nigeria   | Árbitro(s): Salisu Basheer, Nigeria |

Clasificó Costa de Marfil al vencer en el global 8-2 a Níger.

### Guinea vs Senegal
| 20 de marzo de 2019, 16:30 | Guinea                              | 2:1     | Senegal          | Stade du 28 Septembre, Conakry,              |                                              |
|                            | - Keita 33' (pen.) - Mor. Sylla 48' | Reporte | - Id. Ndiaye 38' | Árbitro(s): Fitial Charel Just Kokolo, Congo | Árbitro(s): Fitial Charel Just Kokolo, Congo |

| 24 de marzo de 2019, 18:00 | Senegal | 0:0     | Guinea | Stade Lat Dior, Thiès,               |                                      |
|                            |         | Reporte |        | Árbitro(s): Babacar Sarr, Mauritania | Árbitro(s): Babacar Sarr, Mauritania |

Clasificó Guinea al vencer en el global 2-1 a Senegal.

### Sudán vs Kenia
| 20 de marzo de 2019, 19:00 | Sudán                   | 2:0     | Kenia | Al-Merrikh Stadium, Omdurman,           |                                         |
|                            | - Hamid 32', 75' (pen.) | Reporte |       | Árbitro(s): Ibrahim Nour El Din, Egipto | Árbitro(s): Ibrahim Nour El Din, Egipto |

| 26 de marzo de 2019, 16:00 | Kenia | 0:0     | Sudán | Moi International Sports Centre, Kasarani,               |                                                          |
|                            |       | Reporte |       | Árbitro(s): Andofetra Avombitana Rakotojaona, Madagascar | Árbitro(s): Andofetra Avombitana Rakotojaona, Madagascar |

Clasificó Sudán al vencer en el global 2-0 a Kenia.

### Libia vs Nigeria
| 20 de marzo de 2019, 16:00 | Libia                        | 2:0     | Nigeria | Stade du 7 Mars, Ben Gardane,            |                                          |
|                            | - Alharaish 5' - Albedwi 68' | Reporte |         | Árbitro(s): Daniel Nii Ayi Laryea, Ghana | Árbitro(s): Daniel Nii Ayi Laryea, Ghana |

| 25 de marzo de 2019, 16:00 | Nigeria                                 | 4:0     | Libia | Stephen Keshi Stadium, Asaba (Túnez), |                                   |
|                            | - Osimhen 32', 65', 81' - Okereke 90+2' | Reporte |       | Árbitro(s): Anthony Ogwayo, Kenia     | Árbitro(s): Anthony Ogwayo, Kenia |

Clasificó Nigeria al vencer en el global 4-2 a Libia.
Nota:
Libia jugó su partido como local en Túnez debido a la Guerra Civil en que se encuentra.

### República Democrática del Congo vs Marruecos
| 20 de marzo de 2019, 15:30 | República Democrática del Congo | 2:0     | Marruecos | Stade des Martyrs, Kinshasa,          |                                       |
|                            | - Muleka 40', 66'               | Reporte |           | Árbitro(s): Eric Otogo-Castane, Gabón | Árbitro(s): Eric Otogo-Castane, Gabón |

| 24 de marzo de 2019, 19:00 | Marruecos           | 1:0     | República Democrática del Congo | Prince Moulay Abdellah Stadium, Rabat, |                                      |
|                            | - Kiyine 28' (pen.) | Reporte |                                 | Árbitro(s): Louis Hakizimana, Ruanda   | Árbitro(s): Louis Hakizimana, Ruanda |

Clasificó República Democrática del Congo al vencer en el global 2-1 a Marruecos. Sin embargo, luego fueron descalificados por presentar un jugador no elegible (con exceso), y Marruecos ganó en walkover.

### Etiopía vs Mali
| 21 de marzo de 2019, 16:00 | Etiopía    | 1:1     | Malí            | Addis Ababa Stadium, Addis Ababa,   |                                     |
|                            | - Demu 72' | Reporte | - Samadiaré 52' | Árbitro(s): Jackson Pavaza, Namibia | Árbitro(s): Jackson Pavaza, Namibia |

| 26 de marzo de 2019, 17:00 | Malí                                                              | 4:0     | Etiopía | Stade Modibo Kéïta, Bamako,                           |                                                       |
|                            | - Samadiaré 38' (pen.) - Bagayoko 82' - Dieng 86' - Doumbia 90+2' | Reporte |         | Árbitro(s): Gilberto Antonio Dos Santos, Guinea-Bisáu | Árbitro(s): Gilberto Antonio Dos Santos, Guinea-Bisáu |

Clasificó Mali al vencer en el global 5-1 a Etiopía.

## Tercera ronda
| Equipo 1        | Global    | Equipo 2 | Ida   | Vuelta |
| --------------- | --------- | -------- | ----- | ------ |
| Sudáfrica       | 5 - 0     | Zimbabue | 5 - 0 | 0 - 0  |
| Zambia          | 5 - 4     | Congo    | 2 - 1 | 3 - 3  |
| Ghana           | 2 - 1     | Argelia  | 1 - 1 | 1 - 0  |
| Camerún         | 2 - 2 (v) | Túnez    | 1 - 0 | 1 - 2  |
| Costa de Marfil | 2 - 2 (v) | Guinea   | 0 - 1 | 2 - 1  |
| Sudán           | 1 - 5     | Nigeria  | 1 - 0 | 0 - 5  |
| Marruecos       | 1 - 2     | Malí     | 1 - 1 | 0 - 1  |

### Sudáfrica vs Zimbabue
| 6 de septiembre de 2019, 19:00 | Sudáfrica                                                  | 5:0     | Zimbabue | Estadio Orlando, Johannesburgo,              |                                              |
|                                | - Kodisang 17' - Singh 35', 60' - Mokoena 40' - Foster 66' | Reporte |          | Árbitro(s): António Caluassi Dungula, Angola | Árbitro(s): António Caluassi Dungula, Angola |

| 10 de septiembre de 2019, 15:00 | Zimbabue | 0:0     | Sudáfrica | Estadio Barbourfields, Bulawayo,             |                                              |
|                                 |          | Reporte |           | Árbitro(s): Tshepo Mokani Gobagoba, Botsuana | Árbitro(s): Tshepo Mokani Gobagoba, Botsuana |

### Zambia vs Congo
| 4 de septiembre de 2019, 18:00 | Zambia              | 2:1     | Congo           | Estadio Héroes Nacionales, Lusaka,               |                                                  |
|                                | - F. Sakala 7', 89' | Reporte | - Thémopolé 46' | Árbitro(s): Ibrahim Ben Tsimanohitsy, Madagascar | Árbitro(s): Ibrahim Ben Tsimanohitsy, Madagascar |

| 8 de septiembre de 2019, 15:30 | Congo                                             | 3:3     | Zambia                      | Estadio Alphonse Massemba-Débat, Brazzaville, |                                       |
|                                | - Mbenza 26' (pen.) - Thémopolé 72' - Makouta 80' | Reporte | - Mwepu 34', 83' - Daka 51' | Árbitro(s): Isidore Essono Nze, Gabón         | Árbitro(s): Isidore Essono Nze, Gabón |

### Ghana vs Argelia
| 6 de septiembre de 2019, 15:30 | Ghana                 | 1:1     | Argelia       | Accra Sports Stadium, Acra,                                 |                                                             |
|                                | - Mohammed 66' (pen.) | Reporte | - Zorgane 31' | Árbitro(s): Kouassi Frederic Francois Biro, Costa de Marfil | Árbitro(s): Kouassi Frederic Francois Biro, Costa de Marfil |

| 10 de septiembre de 2019, 20:45 | Argelia | 0:1     | Ghana        | Stade 8 Mai 1945, Sétif,           |                                    |
|                                 |         | Reporte | - Yeboah 69' | Árbitro(s): Jalal Jayed, Marruecos | Árbitro(s): Jalal Jayed, Marruecos |

### Camerún vs Túnez
| 6 de septiembre de 2019, 15:30 | Camerún     | 1:0     | Túnez | Stade Ahmadou Ahidjo, Yaundé,                |                                              |
|                                | - Ekani 19' | Reporte |       | Árbitro(s): Fitial Charel Just Kokolo, Congo | Árbitro(s): Fitial Charel Just Kokolo, Congo |

| 10 de septiembre de 2019, 19:00 | Túnez                             | 2:1     | Camerún             | Stade Olympique de Radès, Radès,                |                                                 |
|                                 | - Sahli 37' - Oueslati 71' (pen.) | Reporte | - Ganago 15' (pen.) | Árbitro(s): Mohamed Adel Elsaid Hussien, Egipto | Árbitro(s): Mohamed Adel Elsaid Hussien, Egipto |

### Costa de Marfil vs Guinea
| 7 de septiembre de 2019, 17:00 | Costa de Marfil | 0:1     | Guinea           | Stade Félix Houphouët-Boigny, Abiyán,            |                                                  |
|                                |                 | Reporte | - Mor. Sylla 63' | Árbitro(s): Yelebodom Gado Mawabwe Bodjona, Togo | Árbitro(s): Yelebodom Gado Mawabwe Bodjona, Togo |

| 10 de septiembre de 2019, 16:00 | Guinea           | 1:2     | Costa de Marfil           | Stade du 28 Septembre, Conakry,  |                                  |
|                                 | - Mo. Traoré 35' | Reporte | - Kouamé 17' - Traorè 63' | Árbitro(s): Jerry Yekeh, Liberia | Árbitro(s): Jerry Yekeh, Liberia |

### Sudán vs Nigeria
| 5 de septiembre de 2019, 19:00 | Sudán        | 1:0     | Nigeria | Al-Merrikh Stadium, Omdurman,             |                                           |
|                                | - Yaqoub 45' | Reporte |         | Árbitro(s): Souleiman Ahmed Djama, Yibuti | Árbitro(s): Souleiman Ahmed Djama, Yibuti |

| 10 de septiembre de 2019, 16:00 | Nigeria                                                 | 5:0     | Sudán | Stephen Keshi Stadium, Asaba,      |                                    |
|                                 | - Awoniyi 13' - Udo 25', 44' - Faleye 67' - Ibrahim 69' | Reporte |       | Árbitro(s): Bangaly Konaté, Guinea | Árbitro(s): Bangaly Konaté, Guinea |

### Marruecos vs Malí
| 7 de septiembre de 2019, 20:00 | Marruecos       | 1:1     | Malí       | Stade de Marrakech, Marrakesh,    |                                   |
|                                | - En-Nesyri 47' | Reporte | - Koné 31' | Árbitro(s): Daouda Guèye, Senegal | Árbitro(s): Daouda Guèye, Senegal |

| 10 de septiembre de 2019, 16:30 | Malí               | 1:0     | Marruecos | Stade Modibo Kéïta, Bamako,     |                                 |
|                                 | - Mallé 56' (pen.) | Reporte |           | Árbitro(s): Omar Sallah, Gambia | Árbitro(s): Omar Sallah, Gambia |

## Goleadores
4 goles
- Jackson Muleka
- Owusu Kwabena

3 goles
- Osman Bukari
- Victor Osimhen
- Waleed Bakhet

## Clasificados a la Copa Africana de Naciones Sub-23 de 2019
| Bandera de Egipto |
| Egipto Anfitrión  |
| ----------------- |